# 呼瑪河
呼瑪河（フマルがわ）とは主に中華人民共和国黒竜江省を流れる川で、アムール川右岸の支流の1つである。
満州語ではフマル川（humar bira）と呼ばれており、現在の河川名もこれに由来する。

## 概要
呼瑪河はヒンガン山脈の東斜面を源流とし、東方に向かって流れ、塔河と合流してアムール川本流に合流する。
元来この地方に住んでいた住民からはフマル川と呼ばれていたため、17世紀にこの地方にやって来たロシアのコサックの間では "Kumar"または "Komar"という名前で知られていた。17世紀半ば、エロフェイ・ハバロフの逮捕後にこの方面のロシア兵を率いたオヌフリー・ステパノフはこの流域に要塞を築いたため、1655年にはコサック兵と清朝兵との間で戦闘が生じた。